# Alpl-hágó
Az Alpl-hágó (németül: Alplpaß, régi térképeken: Alplsteigsattel) Ausztria egyik magashegyi hágója, a St. Kathrein am Hauenstein és Krieglach (ún. Marktgemeinde) között. A hágó egyúttal közigazgatási körzethatár is Weiz és Mürzzuschlag között. Az Alpl településrész egyes részei közigazgatási tekintetben Krieglach-hoz, másik része St. Kathrein am Hauenstein településhez tartozik. Az Alpl-hágón az ún. Weizer Straße (B72) halad át, a hágó tengerszint feletti magassága: 1099 méter.

## Általános körülmények
Az Alpl-hágó (Alplpass) (1081 m. tszf.) Stájerországban, a Fischbachi Alpokban található. A Hochlantsch (1720 m)  és a Stuhleck (1782 m) hegyek közti terület legalacsonyabban fekvő vonulat. Egyúttal a Mürz és a Feistritz folyók vízgyűjtőterüketeinek vízválasztója is. A hágóút és hágó St. Kathrein am Hauenstein és Krieglach  (Marktgemeinde) településeket kapcsolja össze. A hágó Weiz- és Bruck-Mürzzuschlag kerületei (Bezirke)  közigazgatási területhatára is.
A hágón az úgynevezett Weizer Strasse (B 72. sz.) halad át, bár tulajdonképpen a hágóút nem pontosan a hágón, hanem az északabbra, mintegy 400 méternyire, a nagyjából hasonló magasságú Alper Schanz (1100 m) nevű mellékhágón halad. A hágóút egyébként a krieglachi Alpl településhez tartozik.
A hágóút a személy- és tehergépkocsik közlekedése számára meglehetősen nehéz.

## Alpler Schanz
A hágó tulajdonképpen egy régi védelmi létesítmény, melyet - általános vélemény szerint -  1704-ben alakítottak ki. Régi elnevezése, a Kuruzzenschanzen (azaz „kuruc-sánc”) is arra utal, hogy a 18. század kezdetén Alsó-Ausztriában és Magyarországon kitört felkelés – a Rákóczi-szabadságharc – háborúskodásai elleni védelemül szolgált. Ekkor ugyanis fennállt a veszélye annak, hogy a kurucok a Mürz folyó egész völgyet megszállhatják, és innen egész Felső-Stájerországot zaklassák. Ez végül ugyan nem következett be, ennek ellenére az Alpl-hágó létesítményeit még hosszú időn át fenntartották, a Fischbachi Alpok vidékének védelmére. A létesítmény tulajdonképpen egy árokkal körülhatárolt földsánc. Több szakasza még ma is fellelhető.
Nem bizonyítható az a másik feltételezés, hogy a földvár létesítését nem is a kurucok, hanem a törökök támadásainak kivédésére hozták létre.

## Térségi-, regionális helyzetkép
Ausztriában többször előfordul, hogy egyes többé-kevésbé félreeső völgyek, vagy útszakaszok különleges, érdeklődésre számító lehetőséget rejtenek. Tulajdonképpen a Feistritz folyó észak felé egyre szűkülő völgyében haladó déli hágóút (B 72) is ilyen jelentőséggel bír.
A Gleisdorftól Weiz-ig a Rába- (Raab), majd tovább, a Feistritz völgyében Feistritz településig haladó B 72 sz. út tulajdonképpen a Graztól északra található Ost-Steirisches Hügelland természeti-táji területet fűzi fel az országos közlekedési hálózatra, s nemcsak közúton, hanem nagy része vasúton is bejárható (a hírneves Feurige Elias, azaz Illés próféta tüzes szekerén).
- Gleisdorf: (a Rabnitz-Rába összefolyása, már a római korból útkereszteződések, kolostortemplom, Freiberg-vár, Kleinberg, Hohenberg)
- Weiz: jelentős iparváros (már a rómaiak idején is fontos útkereszteződés, Weizbach-forrás, Weizklamm-szurdok, román-kori Szent Tamás templomát a török korban védőfallal látták el, Rattmansdorf várkastély, közelben a weizbergi templom freskói, Sturmberg kolostorromok, Gutenbergi vár, Raabklamm-szurdok, cseppkőbarlangok).
- Anger: (strandfürdő, kirándulóhelyek: Frondsbergi vár(kastély,)
- Birkfeld: (Kogelhof, Teufelstein, Plankogel, Maria Heilbrunn templom és csodaforrás, Gashaidsattel szurdokszerű hágó)
- Ratten: a kisvasút végállomása, (Fischbachi kirándulás a Peter Rosegger által megénekelt Waldheimat-ba, Rosegger-emlékház, elágazás a Feistritz-hágó (1278 m.), illetve a Pfaffen-hágó (1372 m.) (Stuhleckstraße 14-18%) felé

## Vándorló vízfolyások
Az Alpl térségére jellemző, hogy egyes közeli patakok idővel eliszapolódnak, eltömődnek és megváltoztatják folyásmedrüket, majd egy idő múlva visszatérnek újra.

## Képgaléria

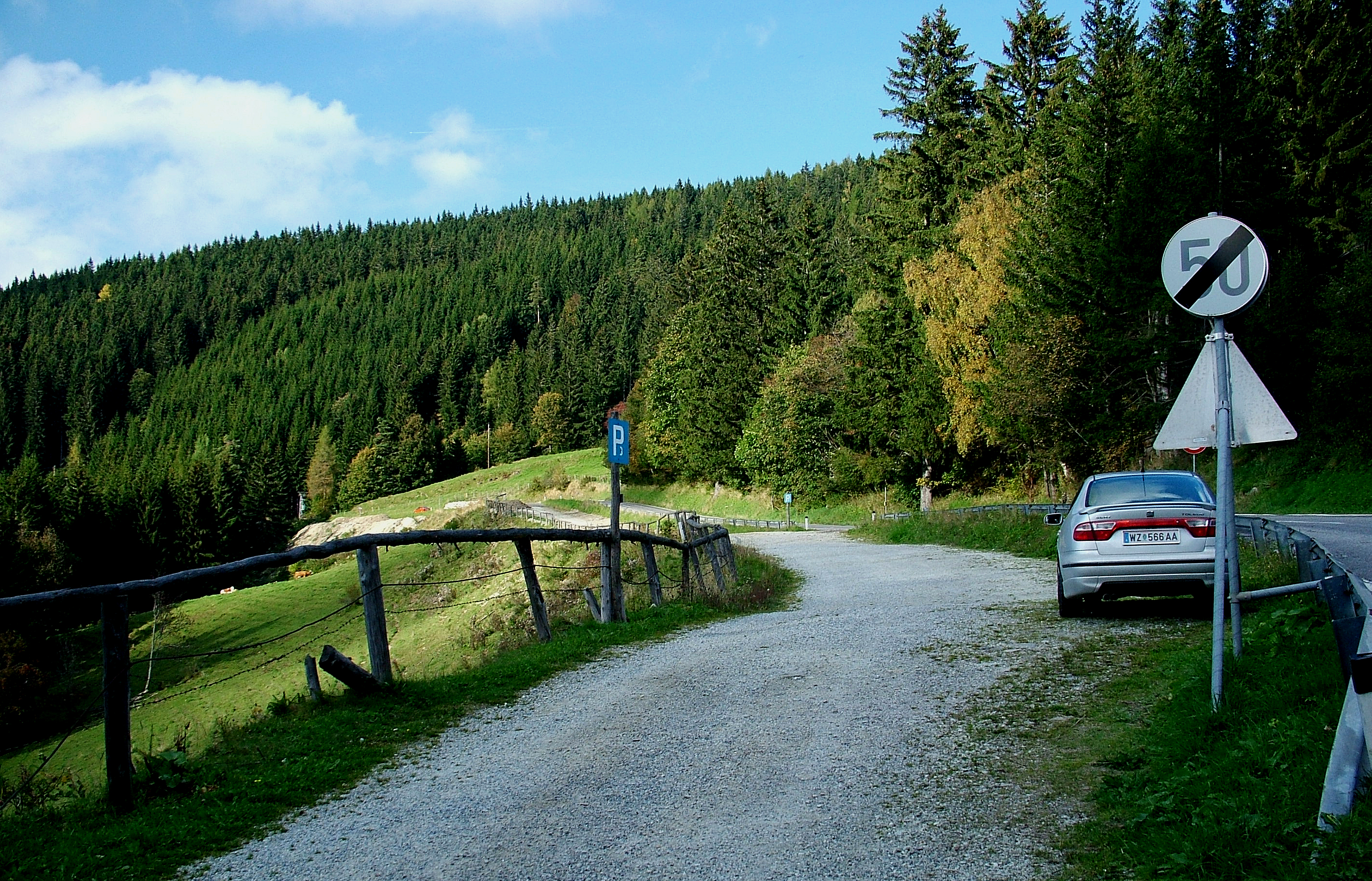
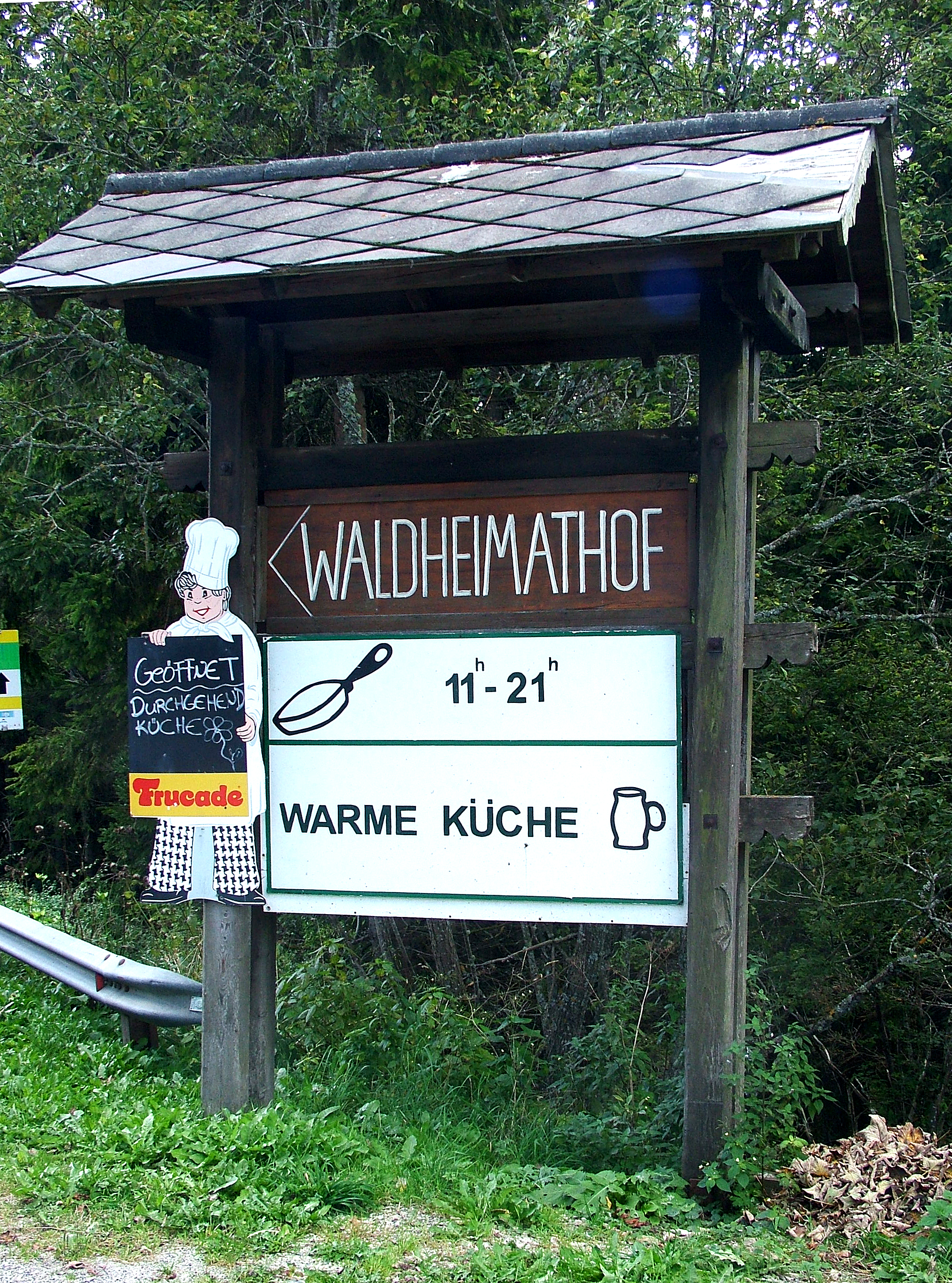
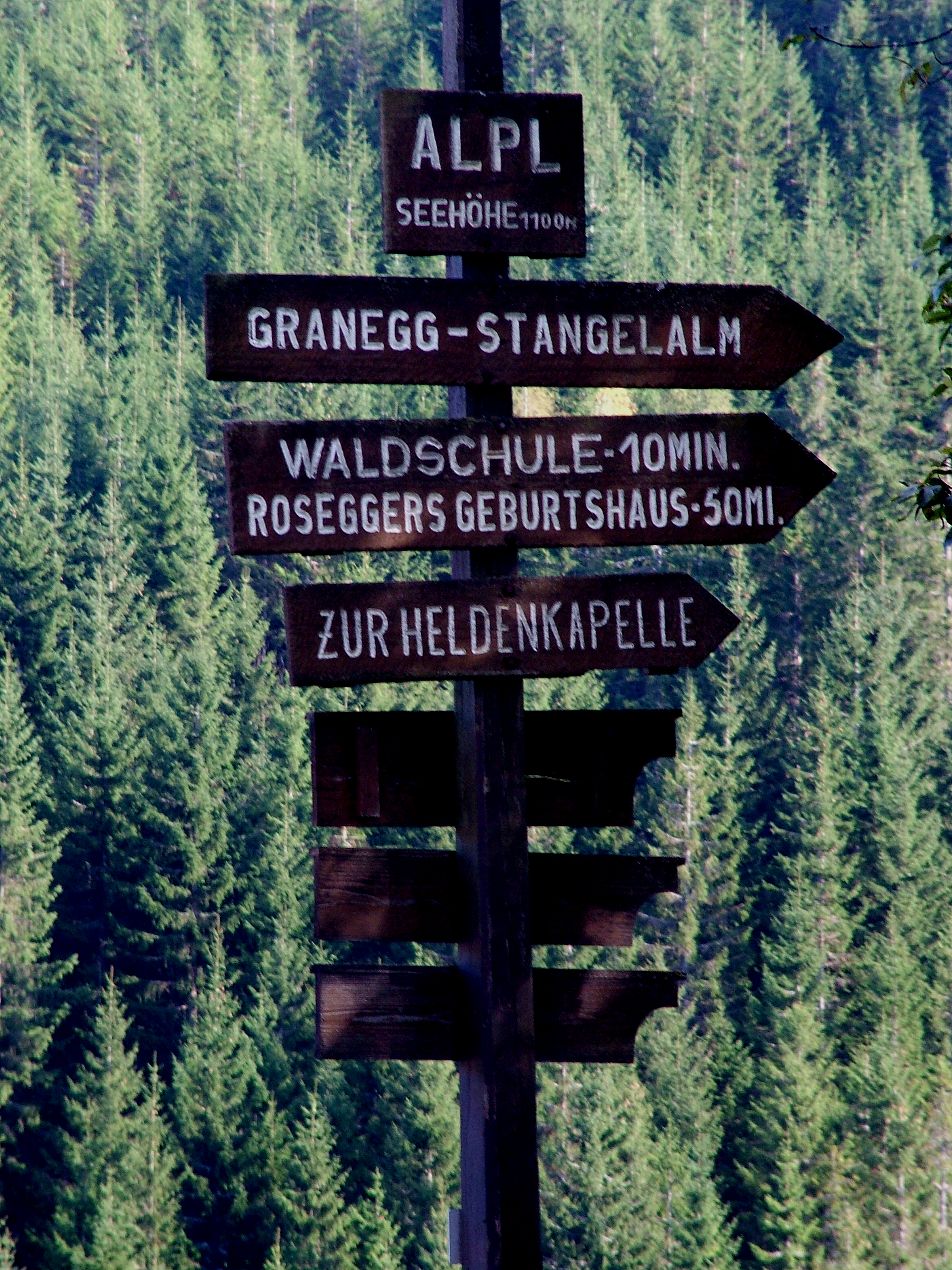
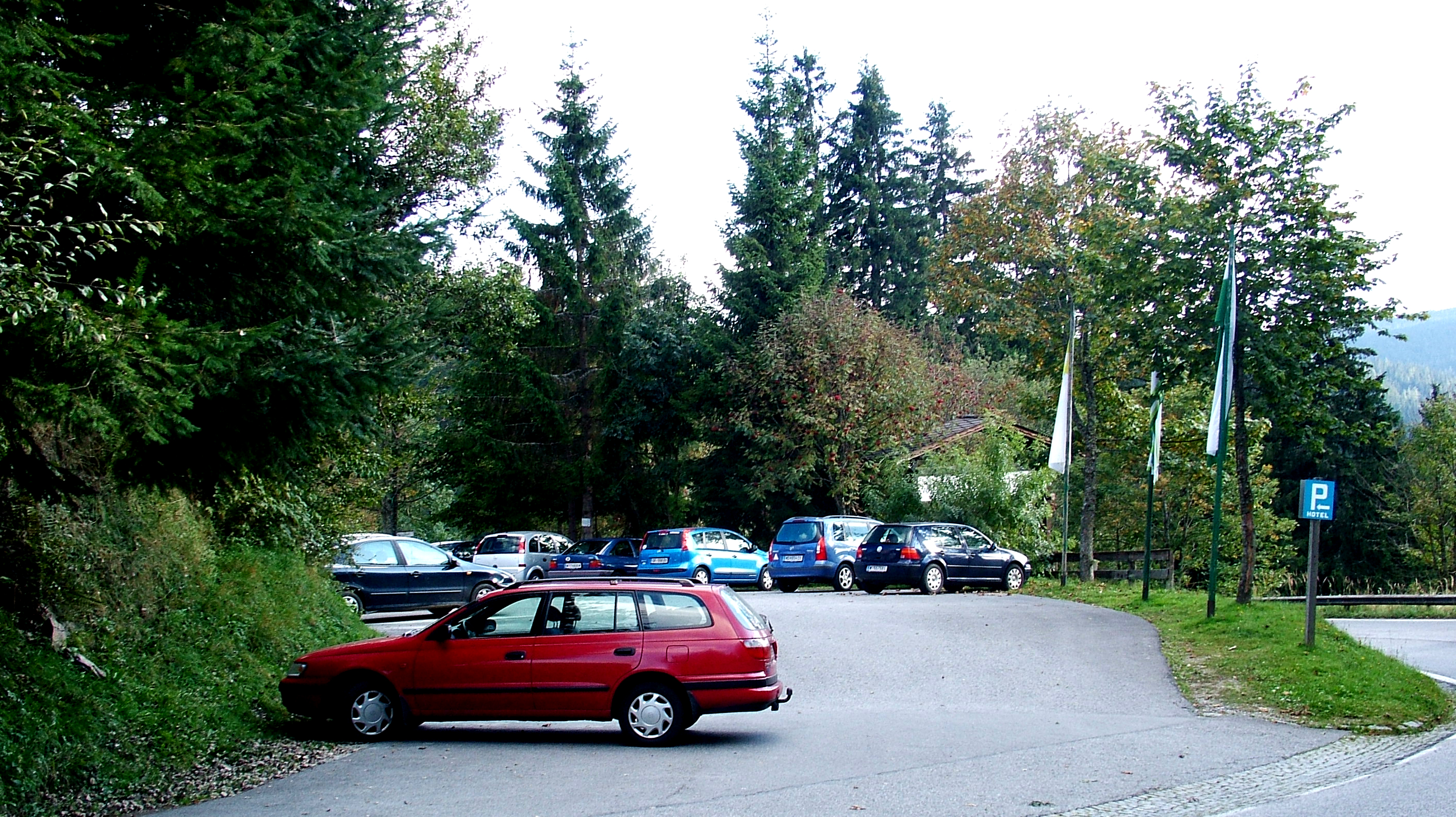
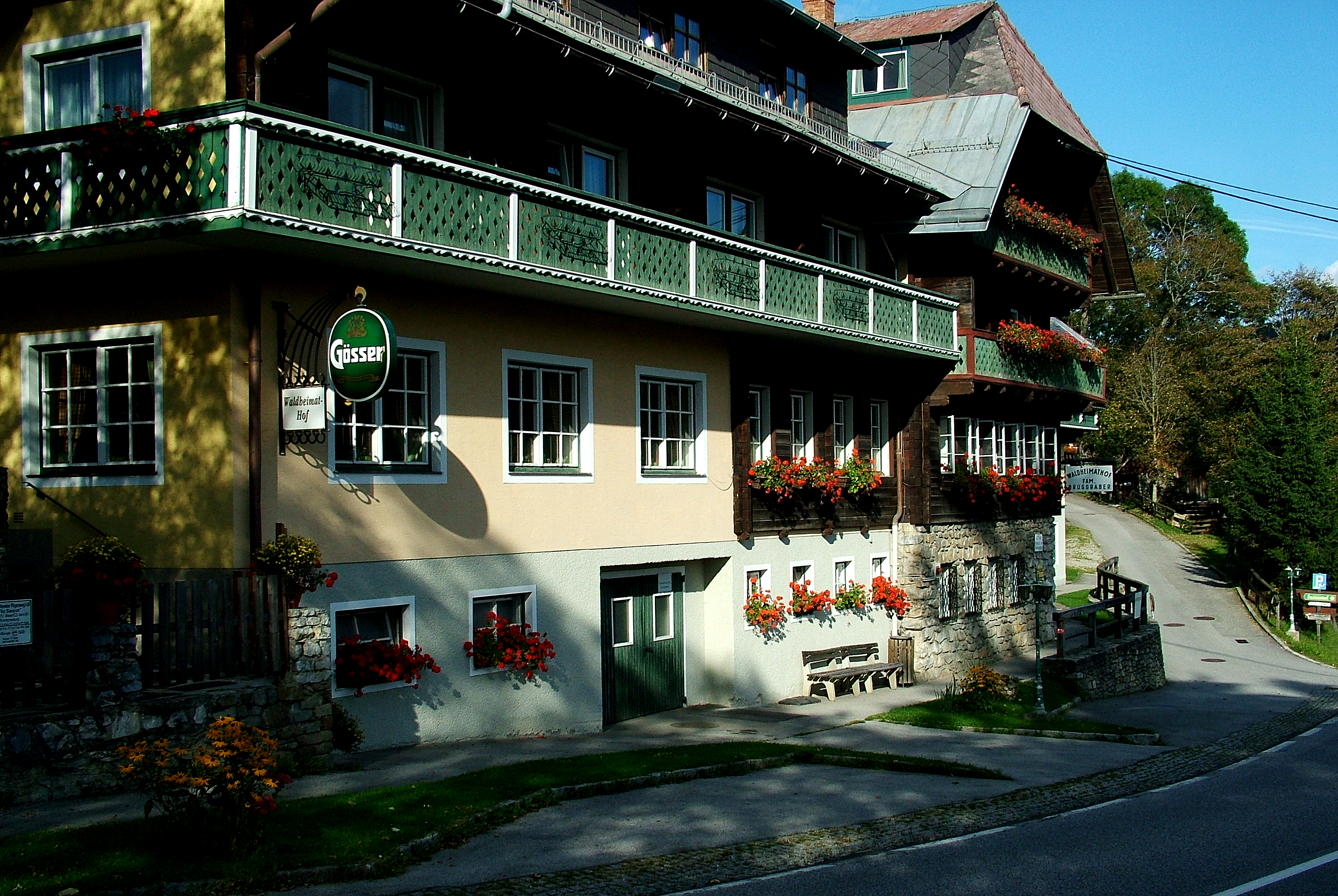
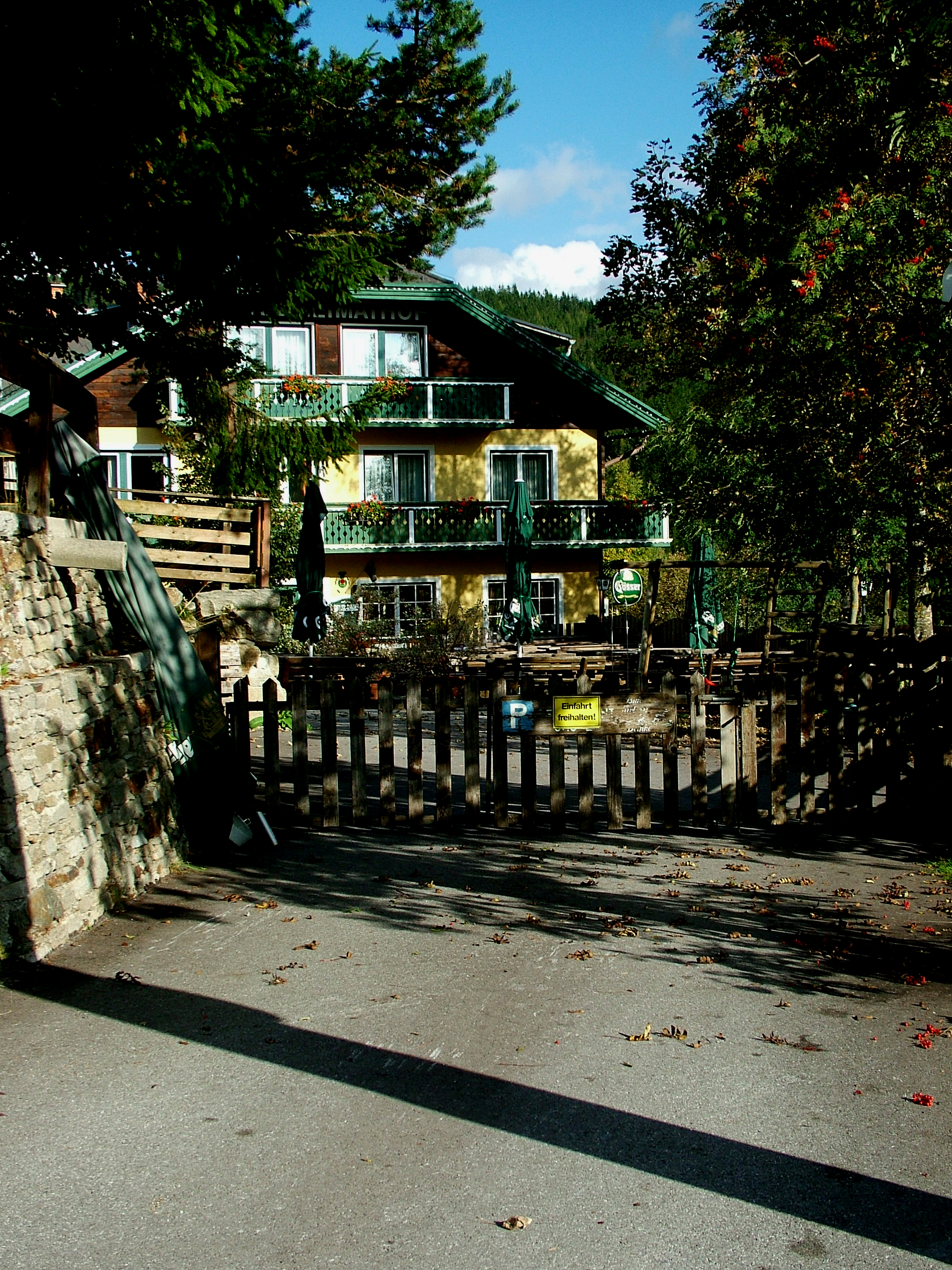
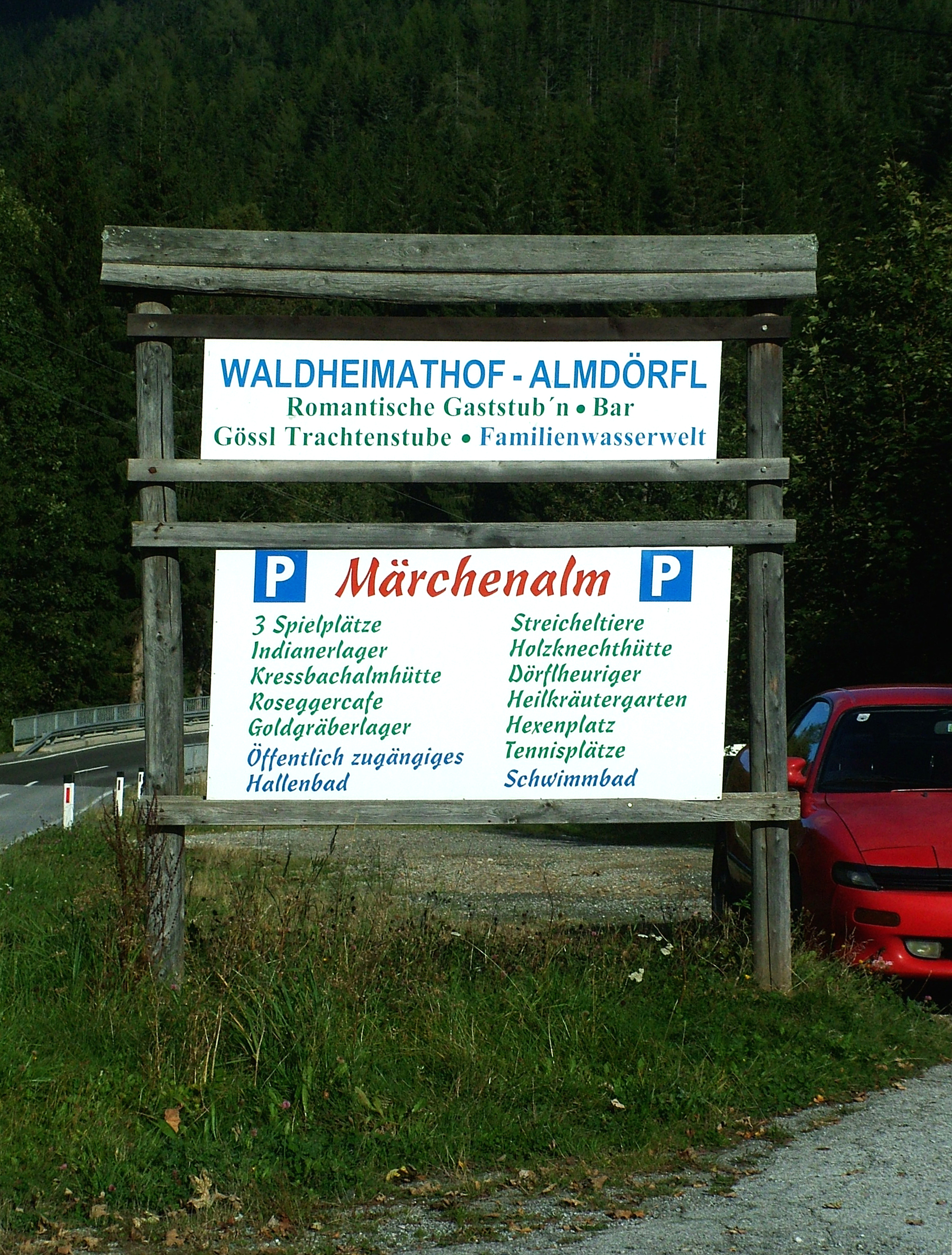
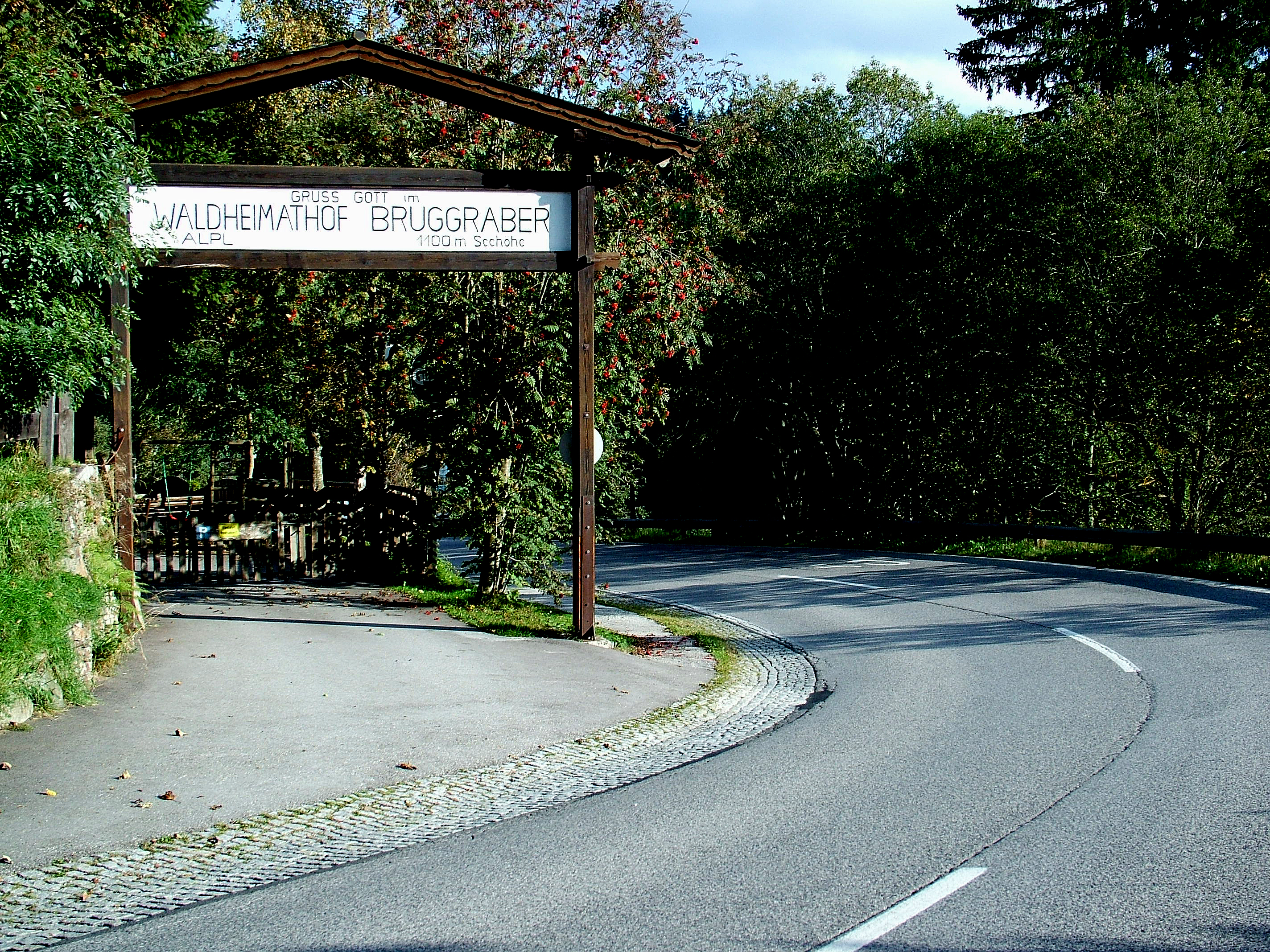